# Mindre sjötrollslända
Mindre sjötrollslända (Orthetrum coerulescens) är en art i insektsordningen trollsländor som tillhör familjen segeltrollsländor. 

## Kännetecken
Den mindre sjötrollsländands hane har brun grundfärg på kroppen och blåpudrad bakkropp. Honan har brun till brungul grundfärg på kroppen och smala svarta band på bakkroppens sidor. Båda har genomskinliga vingar med orangegulaktigt vingmärke. Bakkroppens längd är 25 till 31 millimeter.

## Utbredning
Den mindre sjötrollsländan finns i Europa och i västra Asien. I Sverige finns arten i de sydöstra delarna av landet, från Skåne till Uppland och södra Gästrikland.

## Levnadssätt
Den mindre sjötrollsländans habitat är vanligen strandkanten till sjöar, oftast något mindre sådana, men den kan också hittas vid åar. Utvecklingstiden från ägg till imago är två år och flygtiden från mitten av juni till augusti, i de sydligare delarna av utbredningsområdet även in i september.